# Kim Hannes
Kim Hannes (Aarschot, 10 augustus 1978) is een Belgische voormalige squashster.

## Levensloop
In 1995 werd Hannes actief in de WSA World Tour en bereikte in december 2002 met een 33e plaats haar beste notering in de wereldranking. Ze werd twaalfmaal Belgisch kampioen, alsook verschillende malen Vlaams kampioene. Daarnaast won ze eenmaal goud (1996) en eenmaal zilver (1998) op de World University Squash Championships, won ze in 1994 de French Junior Open Squash (U-17) en in 1997 de British Junior Open Squash (U-19).
Hannes studeerde rechten aan de UIA en de VUB, alwaar ze afstudeerde in 2003. In 2004 ging ze aan de slag bij Squash Vlaanderen, alwaar ze is mei 2020 werd aangesteld tot algemeen directeur.
Ze is de dochter van Hugo Hannes, voormalig vicevoorzitter van de World Squash Federation (WSF) en partner van Stefan Casteleyn, eveneens actief in het squash. Samen hebben ze drie kinderen.

## Kampioenschappen
| Onderdeel         | Jaar                                                                  |
| ----------------- | --------------------------------------------------------------------- |
| Belgisch kampioen | 1994, 1997, 1999, 2000, 2001, 2002 2004, 2008, 2009, 2010, 2011, 2012 |

## Palmares
- 1994:  French Junior Open Squash (U-17)
- 1996:  World University Squash Championships
- 1997:  British Junior Open Squash (U-19)
- 1997:  European Squash Junior Champion of Champions (U-19)
- 1998:  World University Squash Championships